# Hypericum peshmenii
Hypericum peshmenii är en johannesörtsväxtart som beskrevs av S. Yildirimli. Hypericum peshmenii ingår i släktet johannesörter, och familjen johannesörtsväxter. Inga underarter finns listade i Catalogue of Life.